# Julius von Braun (Landrat)
Julius Adolf Eduard Wilhelm Freiherr von Braun (* 19. Dezember 1868 in Annawalde, Kreis Gerdauen (Ostpreußen); † 19. September 1931 im Eisenbahnzug zwischen Gerdauen und Angerburg) war ein deutscher Verwaltungsbeamter.

## Familie
Julius Freiherr von Brauns Eltern waren Wilhelm Freiherr von Braun (1827–1886), preuß. Anerkennung des Freiherrenstandes Berlin 17. Dezember 1860, und dessen Ehefrau Luise von Gostkowski (1837–1903) Tochter des Adolf von Gostkowski und der Ludowika von Brandt. Magnus von Braun war sein Vetter, Wernher von Braun sein Neffe. Er heiratete Klara von Below.

## Leben
Julius von Braun studierte an der Universität Freiburg. 1889 wurde er Mitglied des Corps Hasso-Borussia Freiburg. Nach Abschluss des Studiums trat er in den preußischen Staatsdienst ein und wurde Regierungsassessor bei der Regierung Königsberg. 1902 wurde von Braun Landrat des Kreises Gerdauen. Das Amt hatte er bis 1922 inne, als er zur Disposition gestellt wurde. 1919 bis 1925 war er für die DNVP Mitglied im Provinziallandtag der Provinz Ostpreußen.
Nach dem Ausscheiden aus dem Landratsamt lebte von Braun auf dem Rittergut Warnikeim seiner Ehefrau im Kreis Rastenburg. Er starb in einem Eisenbahnzug auf der Fahrt von Gerdauen nach Angerburg.